# Хэ Шухэн
Хэ Шухэ́н (кит. 何叔衡, пиньинь Hé Shūhéng; 27 мая 1876 года — 24 февраля 1935 года) — китайский коммунист, революционер.

## Биография
Родился 27 мая 1876 года в уезде Нинсян провинции Хунань. Учился в местной школе, потом поступил в Хунаньский педагогический университет. Здесь, в 1914 году он познакомился с Мао Цзэдуном и они стали лучшими друзьями.
В апреле 1918 года Хэ Шухэн и Мао Цзэдун создали в Чанше общество Синьминь. В 1920 году Хэ Шухэн с Мао Цзэдуном создали группу по изучению русского языка, предшественник Коммунистической партии Китая (КПК). В июле 1921 года принял участие в первом съезде Коммунистической партии Китая (КПК) в Шанхае, после съезда стал членом комитета КПК в провинции Хунань.

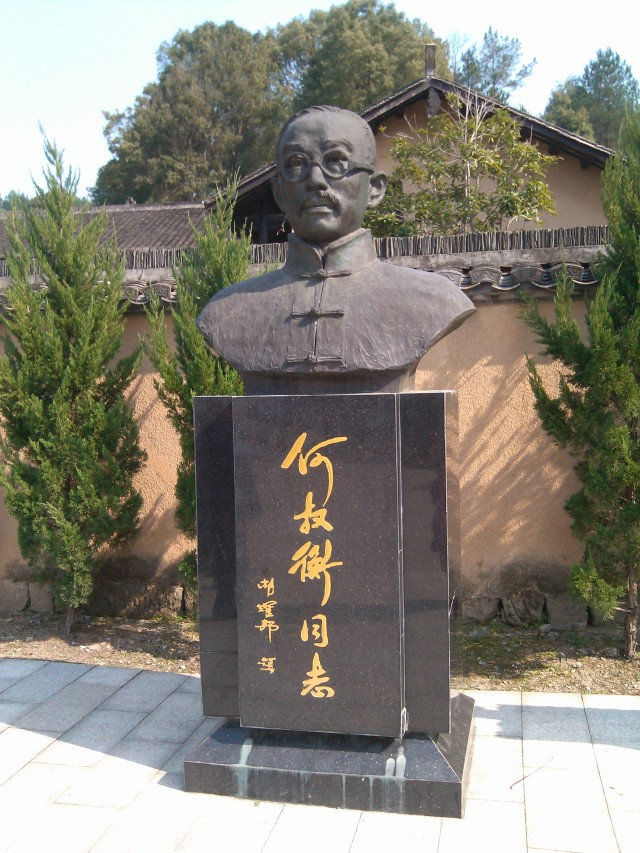
Памятник Хе Шухену в г. Чанша

В годы сотрудничества Гоминьдана и КПК был членом исполнительного комитета и комитета по надзору в местном отделении партии провинции Хунань. В 1927 году отправился в Шанхай, где после Шанхайской резнни 1927 года создал секретное отделение КПК.
В апреле 1928 года отправился в СССР для участия в шестом Национальном Конгрессе Коммунистической партии Китая. В Москве поступил в Коммунистический университет трудящихся Китая, его однокурсниками были китайские студенты Сюй Тэли, Дун Биу, Линь Боцюй и др.
В июле 1930 года вернулся в Китай и возглавил национальный институт Худжи. Осенью 1931 года был избран в состав Центрального исполнительного комитета Китайской советской республики.
Был женат на Юань Е, детей в семье не было. 
Скончался 24 февраля 1935 года.